# NGC 1078
NGC 1078 је елиптична галаксија у сазвежђу Кит која се налази на NGC листи објеката дубоког неба.
Деклинација објекта је - 9° 27' 7" а ректасцензија 2h 44m 8,0s. Привидна величина (магнитуда) објекта NGC 1078 износи 14,3 а фотографска магнитуда 15,3. NGC 1078 је још познат и под ознакама MCG -2-8-1, NPM1G -09.0125, PGC 10362.